# Optical Disc Service
Die Optical Disc Service-Gruppe (kurz ODS) mit Sitz in Hamburg war nach eigenen Angaben der größte Produzent von CDs und DVDs für den europäischen Markt. Der wichtigste Produktionsstandort befand sich in Dassow in Mecklenburg-Vorpommern. Mit einem Produktionsvolumen von drei Millionen Discs pro Tag produzierte ODS Datenträger in Form von Musik-CDs, Film- und Spiele-DVDs, Dual Discs und HD DVDs für die Unterhaltungsindustrie, für Verlage sowie als Promotion- und Schulungsunterlagen für große Unternehmen. 
Außerhalb von Deutschland besaß ODS Produktionsstandorte, Vertriebsniederlassungen und Servicebüros in Großbritannien, Frankreich, den Niederlanden, Italien, Spanien, Portugal, Dänemark, Schweden, Polen, Ungarn und Rumänien.
Im Oktober 2007 wurde ein Insolvenzverfahren eröffnet. Am 29. Februar 2008 wurde die Produktion endgültig eingestellt. Anfang August 2010 erhob die Staatsanwaltschaft Schwerin gegen die drei ehemaligen Geschäftsführer des DVD-Werks Anklage wegen millionenschweren Betruges. Weitere Anklagen wegen Steuerhinterziehung, Subventionsbetrug und gewerbsmäßiger Patentverletzung liegen bereits seit Juni 2008 vor.